# Rhinolophus affinis
Rhinolophus affinis es una especie de murciélago de la familia Rhinolophidae.

## Distribución geográfica
Se encuentra en Bangladés, Bután, Brunéi, China, India, Indonesia, Malasia, Birmania, Nepal, Tailandia , Vietnam , Laos y Camboya